# Kurok
A kurok (lettül: kurši) egyike az őslakos balti törzseknek, amelyekből a lett nemzet kialakult. A kurokról nevezték el a mai Lettország Kurzeme nevű területét. A kurok által beszélt kur nyelv a balti nyelvcsaládhoz tartozott, mára kihalt.
A kurok vették fel a balti törzsek közül utolsónak a kereszténységet. A kurokra vonatkozó legfontosabb történelmi forrásművek az Egill története című saga, a Henrik Livónia krónikája (Henrici Chronicon Livoniae) és Saxo Grammaticus Gesta Danorum című krónikája.

## Földrajzi elnevezések
- Litvánia tengerpartja 100 km hosszú, melyből 98 kilométer a Kur-földnyelv.
- A Kur-öböl a Kur-földnyelv által elkerített öböl.
- A Kur folyó, mely 1050 km hosszú, a Balti-tengerbe ömlik.